# Downton Creek
Downton Creek är ett vattendrag i Kanada.   Det ligger i provinsen British Columbia, i den sydvästra delen av landet, 3 600 km väster om huvudstaden Ottawa.
I omgivningarna runt Downton Creek växer i huvudsak barrskog. Trakten runt Downton Creek är nära nog obefolkad, med mindre än två invånare per kvadratkilometer.